# Vila Rudolfa Fišera
Vila Rudolfa Fišera je prvorepubliková rodinná vila, kterou si nechal postavit průmyslník Rudolf Fišer na nároží ulic U laboratoře č. 22 a Dělostřelecká č. 28 v pražských Střešovicích. Vila čp. 538 stojí na parcele č. 1094 k.ú. Střešovice v městské památkové zóně „vilová kolonie Ořechovka“ (východní část).

## Historie
Historie vily z hlediska jejich majitele a nájemníků v ní žijících je velice nevšední. Po jejím dokončení v rámci dostavby vilové čtvrti Ořechovka (konec 20. let 20. století), v období protektorátu a po 2. světové válce se zde vystřídali představitelé naprosto různých politických i společenských tříd. Původní majitel, továrník Rudolf Fišer, příslušník bohaté vrstvy prvorepublikové buržoazie, byl pro svůj židovský původ nucen v roce 1939 spolu se svou rodinou opustit republiku. Po okupaci jeho místo v arizované vile zaujal nechvalně známý německý nacistický funkcionář, jeden z hlavních organizátorů holocaustu, válečný zločinec Adolf Eichmann. Do vily se nastěhoval se svojí českou manželkou Veronikou a dvěma syny (třetí se narodil v roce 1942).  Spolu s nimi bydlela ve vile i Veroničnina sestra Marie a její manžel, kapitán československé armády Karel Lukáš. Lze si jen těžko představit, že Eichmann, který připravil tzv. konečné řešení židovské otázky a podílel se na vyvražďování židovských rodin včetně dětí si na zahradě vily jako „milující otec“ hrál se svými malými syny.
Po skončení války, v roce 1945, opustila vilu jako první Eichmannova manželka s dětmi. Jeho švagr Karel Lukáš podepsal lživé prohlášení, že Eichmann zahynul během květnových bojů v Praze. Tomu se podařilo přes Rakousko a Německo uprchnout do Argentiny, kde se znovu setkal se svoji rodinou a žil v utajení až do roku 1960, kdy byl dopaden, souzen a za své zločiny v roce 1962 popraven.
Po válce se do vily vrátil původní majitel Rudolf Fišer, ale po znárodnění majetku v roce 1948,  zde směl bydlet jen jako nájemník obecní vily. Dalším spolubydlícím se stal komunistický novinář židovského původu, tzv. „zuřivý reportér“ Egon Erwin Kisch, který se vrátil z emigrace a žil zde jen krátce, do své smrti v březnu 1948. Ve vile ale zůstala bydlet jeho manželka, Gizela Kischová, která zde  žila až do své smrti a často sem zvala hosty z levicových kruhů, z řad předválečných antifašistů, německých spisovatelů a umělců, což činilo značné potíže v sousedských vztazích s rodinou Fišerových.

## Popis stavby
Vila obdélného půdorysu má čtyři nadzemní podlaží. Ve středové části průčelí obráceného na západ do ulice U laboratoře je  umístěn rizalit s obloukově zaklenutým vchodem a jedním malým oválným oknem na každé straně. Prosklená veranda ve 2. NP stojící na podezdívce je obrácená k jihu do ulice Dělostřelecká. Tři sloupy, které tvoří její konstrukci prostupují střechou verandy do 3. NP, kde vyvářejí terasu, přístupnou třemi francouzskými okny. Schodiště je ve 3. NP prosvětleno okny v rizalistu. Na východní straně vily, obrácené do zahrady, jsou v 1. a 2. NP zbudovány dva půlkruhové arkýře se třemi okny, zakončené půlkulovou plechovou střechou. Mezi nimi je umístěn zadní vchod do zahrady. 4. NP tvoří mansarda s vikýři zakrytá valbovou střechou, jejíž část zastřešuje i  rizalit v průčelí.

## Současnost
Před nedávnem byla vila nabízena k prodeji za cca 80 mil. Kč. Nadále slouží k bytovým účelům.